# Galga de rosques

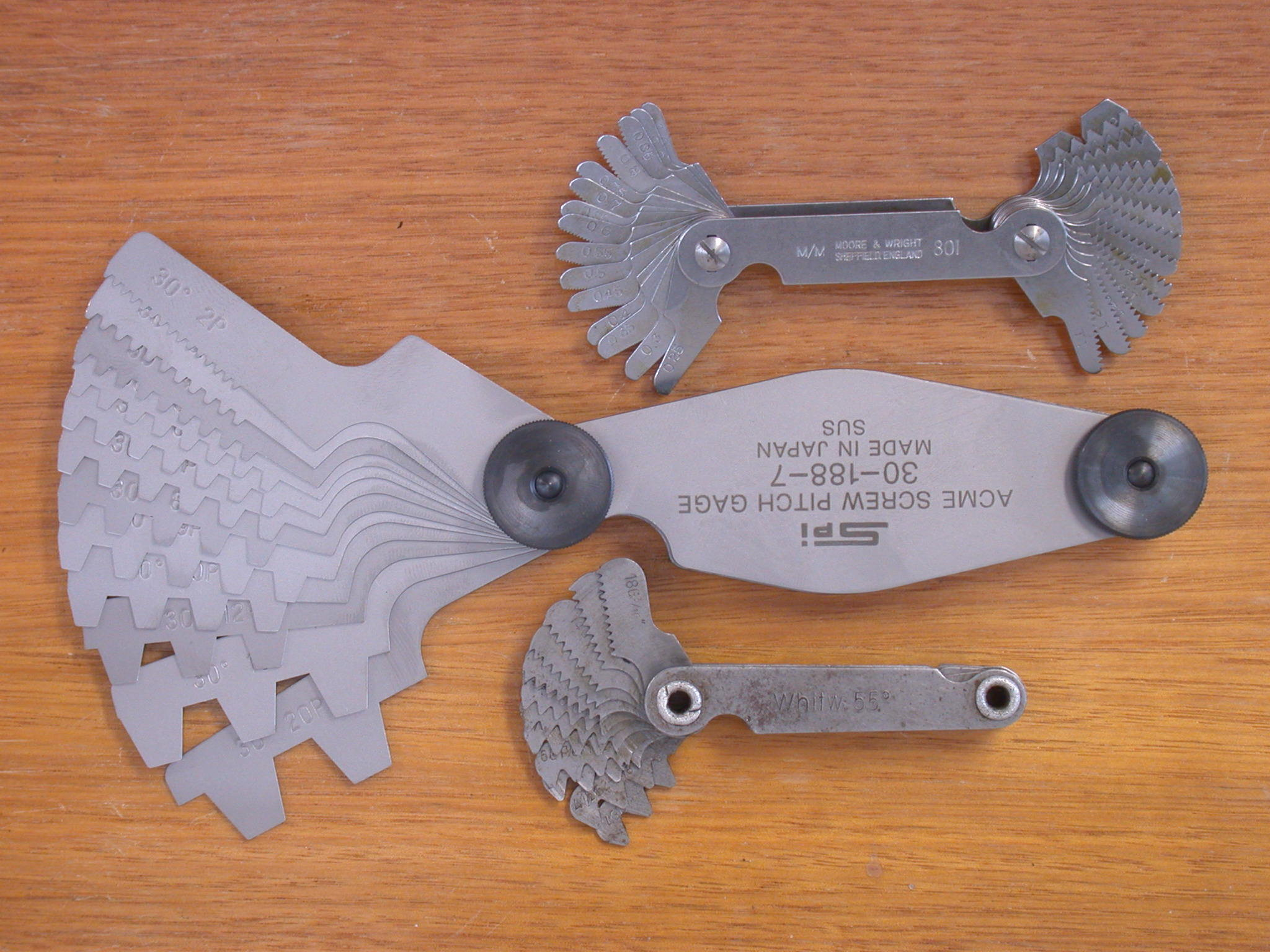
Tres conjunts diferents de calibres de rosca

Una galga de rosques és una eina utilitzada per mesurar el pas de la rosca d'un cargol. La galga de rosques de la imatge és una galga de rosca mètrica. La galga de rosques s'utilitza com a eina de referència per determinar el pas de la rosca d'un cargol o d'un forat amb rosca interior. Aquesta eina no s'utilitza com a instrument de mesura de precisió. Aquest mecanisme permet a l'usuari determinar el perfil d'una rosca donada i classificar-la ràpidament segons la seva forma i pas. Aquest mecanisme també estalvia temps, ja que evita a l'usuari mesurar i comptar el pas de rosca de l'element roscat.